# Исламска заједница у Црној Гори
Исламска заједница у Црној Гори (ИЗЦГ; алб. Bashkësia Islame në Mal të Zi, BIM организација је вјерника исламске вјероисповјести у Црној Гори.
Духовно вођство муслимана у Црној Гори зове се мешихат, а највиши представник Исламске заједнице у Црној Гори је реис. Тренутни реис је ефендија Рифат Фејзић, који је на овој дужности од 2003. године.
Сједиште Исламске заједнице у Црној Гори налази се у Подгорици.

## Историја
Организовани живот муслимана у данашњој Црној Гори почео је са османском владавином. Сви муслимани који су живјели у Османском царству били су дио исламске заједнице на челу са султаном, који је замијенио улогу калифа. Током владавине султана Мурата II надлежности калифа пренесене су на великог муфтију. Од тада, велики муфтија је имао титулу шеик-ел-ислама и сматран је највишим исламским вјерским ауторитетом у Османском царству. Међутим, свака регија у којој су живјели муслимани имала је свог муфтију који је био подређен шеик-ел-исламу.
Престанком османске власти 1878. године (Берлински конгрес), односно балканским ратовима, на подручју Црне Горе успостављена је власт која није била исламска.

### Избор муфтије
Одредбама Берлинског споразума, загарантована је муслиманима слобода њихове вјере и право располагања вакуфском имовином у Црној Гори. Том је приликом је установљено и устројство муфтилука на челу са муфтијом, а чије се сједиште налазило у Црној Гори. То је потврђено и Уставом за Књажевину Црну Гору 1905. године.
За првог муфтију у Црној Гори постављен је 1878. године ефендија Салих Хули, из Улциња. Њега је по одобрењу калифе постављао шеик-ел-ислам из Истанбула. Његово сједиште било је прво у Улцињу, а затим је премјештено у Подгорицу.
Због неспоразума са црногорским властима, Салих Хули се иселио у Скадар 1883. године. Књаз Никола I упутио је молбу османској влади да пошаљу новог муфтију. У новембру 1887. године Османско царство је послало истанбулског мудериса Мустафу Тиквешлију, кога шеик-ел-ислам поставља за новог муфтију у Црној Гори, са сједиштем муфтијства у Подгорици. Поново је и између муфтије Мустафе Тиквешлије и власти често долазио до неспоразума, па је на крају и он напустио Црну Гору и вратио се за Истанбул. Трећи муфтија у Црној Гори изабран је Муртеза Карађузовић. Дана 17. јуна 1912. године Указом краља Николе I, Карађузовић је постављен за муфтију, са представком упућеном Мешихату у Истанбулу, како би његово постављење било шеријатски исправно. Своју дужност је обављао све до 1918. године када је на Подгоричкој скупштини проглашено уједињење са Србијом, а краљ Никола I свргнут са власти. Овим је укинут Подгорички муфтилук, а прво је премјештен у Ниш, а касније у Београд и проглашено Врховно муфтијство у Београду, односно Врховним исламским надлештвом за Србију и Црну Гору.
У Краљевини Срба, Хрвата и Словенаца у почетку су постојале двије исламске заједнице, односно два улема-меџлиса: једна у Скопљу која је покривала Србију (Северна Србија и Јужна Србија), Црну Гору, а друга за Босну и Херцеговину, Далмацију, Хрватску и Славонију, Словенију и Банат, Бачку и Барању, којом управља реис-ул-улема у Сарајеву. Јединствена Исламска заједница успостављена је 1930. године Уставом Исламске заједнице, при чему је сједиште реис-ул-улеме пребачено из Сарајева у Београд. Неколико година касније (1936) новим законом и Уставом Исламске заједнице укинуте су институције муфтијства, а сједиште реис-ул-улеме је враћено из Београда у Сарајево.
Након Другог свјетског рата, у Црној Гори је 1948. основано Исламско старјешинство и за првог предсједника Старјешинства изабран је Хусеин Реџепагић, имам из Плава, а 1959. изабран је хфз. Шукрија Бакаловић, родом из Улциња, који је обављао дужност све до смрти 1975. године.
Сљедеће 1976. године, за предсједника Старјешинства Исламске заједнице у Србији и Црној Гори, на засједању Врховног Сабора Исламске заједнице у СФР Југославији, одржаног у Сарајеву изабран је Идриз Демировић, дотадашњи имам у Бару. Дужност је обављао све до 2003. године, када се повукао из службе и на изборима 2003. године за реис-ефендију Исламске заједнице у Црној Гори је изабран Рифат Фејзић, из Рожаја.

### Распад СФР Југославије
Распад СФР Југославије, а посебно рат у Босни и Херцеговини, и те како се рефлектовао на муслимане у Црној Гори и на њихову сигурност. На просторима Буковице код Пљеваља, џамија у селу Плањско је 19. априла 1993. године запаљена. У селу Рашчићи је 20. мај исте године експлозивом уништен минарет на џамији, а у селу Росуље је извршен напад на џамију и том су приликом поломљена стакла на прозорима. На минарет Хусеин-пашине џамије у Пљевљу 7. јануар 1993. пуцано је из ватреног оружја. У Подгорици је 30. септембра 1991. године подметнута експлозивна направа поред џамије и том приликом су поломљена сва прозорска стакла џамије, канцеларије Мешихата и Одбора као и оближњих објеката, попуцала фасада, а 1993. оштећена је фасада минарета од испаљених метака из ватреног оружја. Уз џамију у Туђемилима код Бара је 27. септембра 1993. подметнута експлозивна направа којом приликом су оштећена стакла на прозорима. У Никшићу је 15. маја 1993. године од експлозивне направе оштећена џамија у Грудској махали која уједно представља културно-историјски споменик. На њој су попуцала стакла на прозорима, оштећена фасада и поломљен цријеп.
Усљед распада СФР Југославије, долази и до распада јединствене Исламске заједнице. Имајући то на уму, Сабор Исламске заједнице у Црној Гори 1994. доноси свој Устав, којим потврђује континуитет Исламске заједнице у Црној Гори у правним и организационим питањима и задржава духовно јединство с чланицама бивше јединствене Исламске заједнице у Југославији. По том Уставу Исламске заједнице у Црној Гори, основани су аутономни органи и институције на чијем челу је реис Исламске заједнице у Црној Гори. На тај начин је ова вјерска заједница постала и једина чије ће подручје духовне јурисдикције бити усаглашено с границама Црне Горе. То је довело до осамостаљивања Исламске заједнице у Црној Гори, која се у коначници осамосталила од Мешихата Исламске заједнице у Санџаку, 2006. године.

## Поглавари
Поглавар Исламске заједнице у Црној Гори је реис. Исламска заједница у Црној Гори није узела за свог поглавара наслов реису-ул-улема, јер је такав наслов у свијету специфичан само за поглавара исте организације у Босни и Херцеговини. Иако није у јединству са Исламском заједницом у Босни и Хецеговину, Исламска заједнице признаје реис-ул-улему Исламске заједнице у Босни и Херцеговини као највишег ауторитета муслимана на Балкану.
| #                                                                     | Име и презиме       | Почетака мандата | Крај мандата | Напомена |
| --------------------------------------------------------------------- | ------------------- | ---------------- | ------------ | -------- |
| Муфтије 1878—1918.                                                    |                     |                  |              |          |
| 1.                                                                    | Салих Хули          | 1878.            | 1883.        |          |
| 2.                                                                    | Мустафа Тиквешлија  | 1887.            | 1912.        |          |
| 3.                                                                    | Муртеза Карађузовић | 1912.            | 1918.        |          |
| Предсједници Старјешинства Исламске заједнице у Црној Гори 1948—2003. |                     |                  |              |          |
| 4.                                                                    | Хусеин Реџепагић    | 1948.            | 1959.        |          |
| 5.                                                                    | Шукрија Бакаловић   | 1959.            | 1975.        |          |
| 6.                                                                    | Идриз Демировић     | 1976.            | 2003.        |          |
| Реиси 2003—данас                                                      |                     |                  |              |          |
| 7.                                                                    | Рифат Фејзић        | 2003.            | Тренутно     |          |

## Организација
Исламска заједница у Црној Гори је подијељена на тринаест меџлиса (одбора) Исламске заједнице. То су: Подгорица, Улцињ, Бар, Острос, Диноша, Тузи, Рожаје, Беране, Петњица, Бијело Поље, Пљевљима, Плаву и Гусињу. Меџлиси су даље подијељењи на џемате, који чине најмање организационе јединице Исламске заједнице. Сабор Исламске заједнице као највише тијело који броји двадесет два члана бира осмочлани Мешихат као свој извршни орган. Чланови Сабора, чланови Мешихата, главни имами и тринаест угледних грађана чине посебно изборно тијело које бира реиса Исламске заједнице у Црној Гори. Исламска заједнице у Црној Гори у своме саставу има и медресу „Мехмед Фатих”, која се налази у Тузима и Радио Фатих који се налази у Подгорици.

## Установе

### Образовне установе
- Медреса Мехмед Фатих у Тузима, основана 2000.

### Медији
- Елиф — Исламске новине, основане 2000.[3]
- Радио Фатих у Подгорици, основан 2018.[2]